# Christa Kolodej
Christa Kolodej (* 3. März 1965 in Linz) ist eine österreichische Psychologin und Soziologin.

## Leben
Christa Kolodej promovierte an der Universität Wien zum einen auf dem Gebiet der Psychologie und außerdem zum Thema Betriebssoziologie am Soziologischen Institut. Sie ist zudem ausgebildete Mediatorin (ZivMediatG) sowie Strukturaufstellerin und systemische Therapeutin (SySt).
Kolodej unterrichtet seit 2001 am Institut für Psychologie der Karl-Franzens-Universität Graz als Lehrbeauftragte für Organisationspsychologie. Sie ist außerdem Gastprofessorin am Arbeits-, Wirtschafts- und Umweltpsychologisches Institut der Universität Graz, Lehrbeauftragte am Institut für Publizistik- und Kommunikationswissenschaft der Universität Wien, Adjunct Lecturer an der Universität Nikosia und langjährige Leiterin des Zentrums für Konflikt- und Mobbingberatung in Wien.